# IEEE 802.1X
IEEE 802.1X är en IEEE-standard för portbaserad kontroll av nätverksåtkomst (PNAC). Den ingår i IEEEs 802.1-grupp av nätverksprotokoll, och den ger en autentiseringsmetod för utrustning som ska anslutas till ett lokalt datornätverk; trådbundet (LAN) eller trådlöst (WLAN).
IEEE 802.1X definierar inkapslingen av Extensible Authentication Protocol (EAP) över IEEE 802 som kallas "EAP över LAN" eller EAPOL. EAPOL utfomades ursprungligen för IEEE 802.3 Ethernet i 802.1X-2001 men förtydligades för att passa andra IEEE-802-LAN-tekniker såsom IEEE 802.11 trådlöst och Fiber Distributed Data Interface (ISO 9314-2) i 802.1X-2004. EAPOL-protokollet ändrades också för att användas med IEEE 802.1AE ("MACsec") och IEEE 802.1AR (Secure Device Identity, DevID) i 802.1X-2010 för att stödja tjänsteidentifiering och frivillig punkt-till-punkt-kryptering över det lokala LAN-segmentet